# Dolenje Grčevje
Dolenje Grčevje este o localitate din comuna Novo mesto, Slovenia, cu o populație de 20 de locuitori.